# Leon-Zelman-Preis
Der Leon-Zelman-Preis für Dialog und Verständigung ist eine Auszeichnung der Stadt Wien.

## Preis
Aufgrund einer Initiative des Wiener Kulturstadtrates Andreas Mailath-Pokorny wurde in Erinnerung an Leon Zelman (1928–2007), den ehemaligen Leiter des Jewish Welcome Service Vienna und Herausgeber der Zeitschrift Das Jüdische Echo, der Leon-Zelman-Preis geschaffen. Den mit 5000 Euro dotierten Preis stiftet die Stadt Wien für Projekte und Organisationen, in denen für den Kampf gegen das Vergessen und für den Dialog zwischen dem heutigen Österreich und den Überlebenden der NS-Verfolgung und insbesondere ihren Nachkommen als Basis für eine gemeinsame Zukunft gearbeitet wird.

## Preisträger
- 2013 Verein Gedenkdienst Wien[1]
- 2014 Döblinger Gymnasium insbesondere mit Martin Krist[2]
- 2015 Robert Streibel[3]
- 2016 Gabriele Anderl.[4]
- 2017 Shalom Alaikum – Jewish Aid for Refugees
- 2018 Uli Jürgens[5]
- 2019 Shoshana Duizend-Jensen
- 2020 Olga Kronsteiner[6]
- 2021 Projekt Likrat und Republikanischer Club – Neues Österreich[7][8]
- 2022 Michaela Raggam-Blesch[9]